# El club de la comedia (España)
El club de la comedia fue un formato de televisión del género stand up comedy, creado en España por José Miguel Contreras y producido por Globomedia, en el que monologuistas o standaperos profesionales y actores invitados se enfrentan al público en directo con un monólogo de entre 8 y 10 minutos de duración. Cuenta hasta la fecha con 12 temporadas emitidas, en dos etapas diferentes (1999-2005, 2011-2017). Es el único formato televisivo que ha sido emitido por todas las cadenas generalistas de España. El formato ha sido utilizado también en otros países hispanohablantes, como Chile y Argentina.

## Presentadores y cómicos
| Presentadores     |              |   |   |   |   |   |   |   |   |    |    |    |    |
| Presentadores     | 1            | 2 | 3 | 4 | 5 | 6 | 7 | 8 | 9 | 10 | 11 | 12 | 13 |
| ----------------- | ------------ | - | - | - | - | - | - | - | - | -- | -- | -- | -- |
| Presentadores     | Javier Veiga |   |   |   |   |   |   |   |   |    |    |    |    |
| Emilio Aragón     |              |   |   |   |   |   |   |   |   |    |    |    |    |
| El Gran Wyoming   |              |   |   |   |   |   |   |   |   |    |    |    |    |
| Eva Hache         |              |   |   |   |   |   |   |   |   |    |    |    |    |
| Alexandra Jiménez |              |   |   |   |   |   |   |   |   |    |    |    |    |
| Ana Morgade       |              |   |   |   |   |   |   |   |   |    |    |    |    |
| Dani Mateo        |              |   |   |   |   |   |   |   |   |    |    |    |    |

Los presentadores de El club de la comedia han sido, sucesivamente:
- Javier Veiga: 1.ª y 2.ª temporada (1999-2001).[2]
- Emilio Aragón: 3.ª, 4.ª y 6.ª temporada (2001-2003, 2005-2006).[3]
- El Gran Wyoming: 5.ª temporada (2004-2005).[4][5]
- Eva Hache: 7.ª, 8.ª, 9.ª y 10.ª temporada (2011-2014).[6]
- Alexandra Jiménez: 11.ª temporada (2015).[7]
- Ana Morgade: 12.ª temporada (2016-2017).
- Dani Mateo: 13.ª temporada (2023).[8]

En el programa hay tres tipos de cómicos colaboradores, que se diferencian por la duración del monólogo o por su autoría:
- Socios, en su mayoría actores y personajes del mundo de la televisión, que interpretan un monólogo escrito por los guionistas del programa.
- Invitados, cómicos profesionales que interpretan sus propios monólogos, escritos por ellos mismos.
- Espontáneos, monologuistas noveles.

## Guionistas
Algunos de los guionistas del programa fueron Pablo Motos, Luis Piedrahita, Rodrigo Sopeña, Marta González de Vega, Arturo González-Campos, Juan Herrera, Jaime Bauzá, Gabriel García-Soto, Alberto López, Helena (Lele) Morales, El Langui y Marcos Más, Ángel Ayllón, Eloy Salgado, Amando Cabrero, Amador Moreno y Luis Riveiriño, entre otros.

## Cadenas
El programa ha sido emitido por todas las cadenas generalistas de ámbito nacional en España:
- Canal+, 1.ª a 4.ª temporada (1999-2004).[9]
- Telecinco, 1.ª y 2.ª temporada (2000-2001), simultáneamente con Canal+.[10]
- La 2 de TVE, 3.ª temporada (2003), simultáneamente con Canal+.[11]
- Antena 3, 5.ª y 6.ª temporada (2004-2006).[12]
- La Sexta, 7.ª, 8.ª, 9.ª, 10.ª, 11.ª y 12.ª temporada (2011-2017).
- Neox, 13.ª temporada (2023).

## Teatros

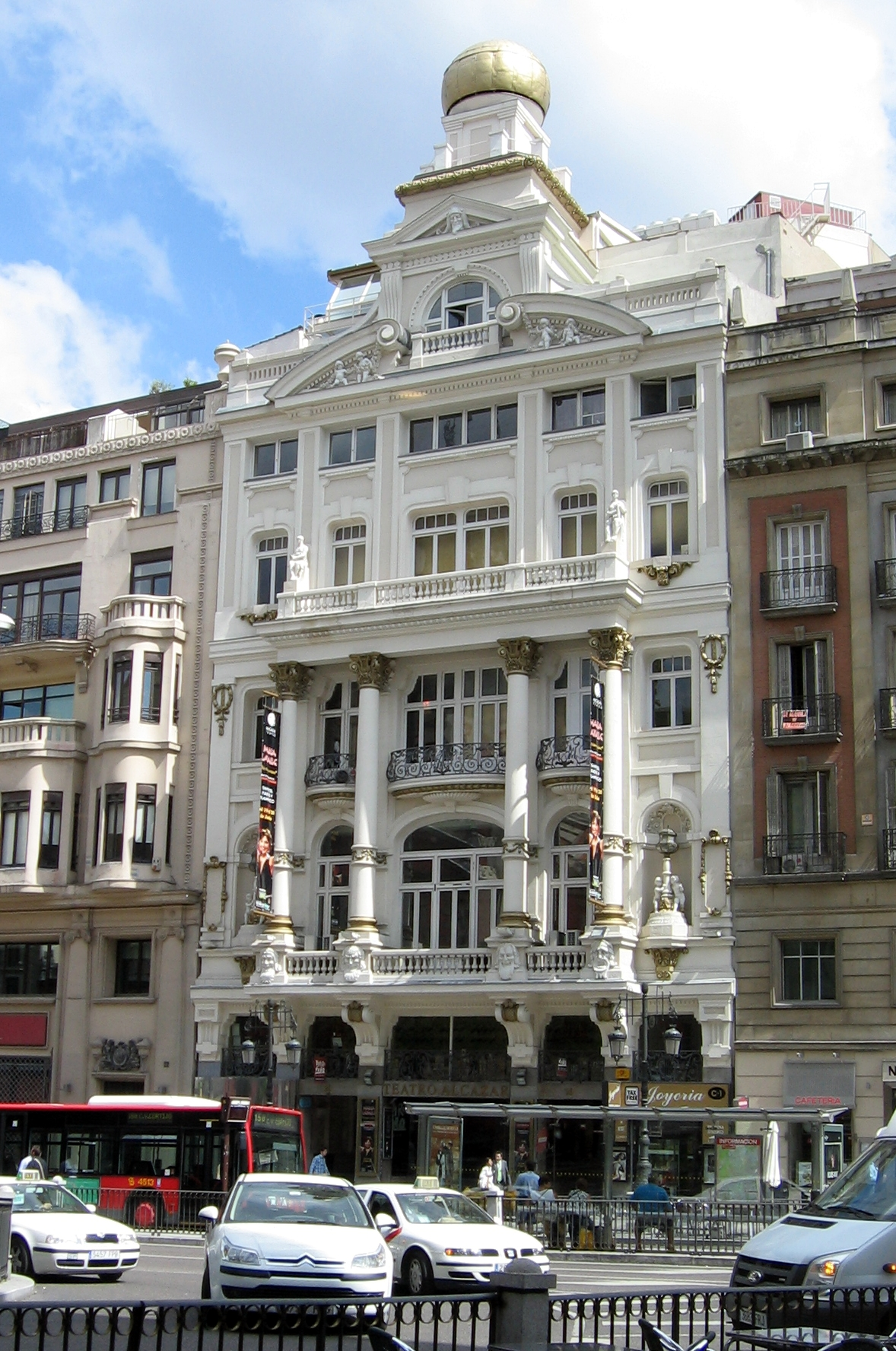
El Teatro Alcázar en Madrid, donde se grababa antiguamente el programa.

El programa se ha grabado en distintos teatros, como el Teatro Alcázar de Madrid o el Teatro Victoria de Barcelona. La séptima temporada (primera de la segunda etapa, en laSexta, se hizo desde el Teatro Calderón. En la octava, se trasladó al Teatro Coliseum. En el año 2014 se trasladó de nuevo, en esta ocasión al Teatro Apolo, también en Madrid. En 2015 el programa se grabó de nuevo en el Alcázar y en 2016 en el Calderón.

## La banda deEl club de la comedia
En la primera etapa del programa (1999-2005), si había alguien que no faltaba a ninguna actuación de El club de la comedia, eran los cinco miembros de La Banda: Giovanni, Jairo, Gautama, Lucena, Yrvis (primera temporada) y José Juan. Acompañaban al monologuista en el escenario, aunque se situaban varios metros por detrás, al fondo y a la derecha (del público). Ponían la nota musical al inicio y al final del programa, entre monólogos e incluso como parte de ellos.

## Temporadas y audiencias
| Temporada | Temporada | Episodios | Estreno                  | Final                   | Audiencia media | Audiencia media |
| Temporada | Temporada | Episodios | Estreno                  | Final                   | Espectadores    | Cuota           |
| --------- | --------- | --------- | ------------------------ | ----------------------- | --------------- | --------------- |
|           | 1         | 12        | 26 de septiembre de 1999 | 12 de diciembre de 1999 | -               | -               |
|           | 2         | 12        | 28 de abril de 2000      | 21 de julio de 2000     | -               | -               |
|           | 5         | 10        | 14 de septiembre de 2004 | 23 de noviembre de 2004 | 852 000         | 20,8%           |
|           | 6         | 8         | 6 de noviembre de 2005   | 18 de diciembre de 2005 | 820 000         | 16,6%           |
|           | 7         | 16        | 16 de enero de 2011      | 1 de mayo de 2011       | 2 460 000       | 9,9%            |
|           | 8         | 19        | 4 de septiembre de 2011  | 22 de enero de 2012     | 1 411 000       | 7,3%            |
|           | 9         | 8         | 19 de octubre de 2012    | 14 de diciembre de 2012 | 1 288 000       | 6,9%            |
|           | 10        | 9         | 15 de junio de 2014      | 24 de diciembre de 2014 | 1 539 000       | 9,5%            |
|           | 11        | 9         | 19 de julio de 2015      | 31 de diciembre de 2015 | 1 093 000       | 7,9%            |
|           | 12        | 10        | 8 de noviembre de 2016   | 8 de enero de 2017      | 1 788 000       | 6,4%            |
| Total     | Total     | 113       | 1999                     | 2017                    | 1.127.000       | 8,5%            |

## Finalistas certámenes de monólogos
- I Certamen de monólogos (2000):

- Luis Piedrahita (ganador)

- Llum Barrera
- Teresa Urroz
- Eduardo Aldán
- Juanjo Pardo
- Jeremy Williams
- Juan Seller

- II Certamen de monólogos (2001):

- Héctor de Miguel (ganador)

- Iñaki Urrutia
- Goyo Jiménez
- José Ignacio Tofé
- Txemi Parra
- Mónica Sánchez-Verguizas

- III Certamen de monólogos (2002):

- Dani Pérez (ganador)

- Sergio Olalla
- Dani Delacámara
- Leo Harlem
- El Monaguillo

- IV Certamen de monólogos (2003):

- Eva Hache (ganadora)

- Carlos Blanco
- Secun de la Rosa
- Luis Gutiérrez Rojas
- Gurutze Beitia

- V Certamen de monólogos (2011):

- Sara Escudero (ganadora)

- Quique Matilla
- Álex Clavero

## Mejor monologuista
- 7.ª temporada (2011):

- Goyo Jiménez (ganador) - (66,0%)

- Dani Rovira - (57,3%)
- David Guapo - (50,6%)
- Leo Harlem - (48,0%)

- 8.ª temporada (2011)

- Dani Rovira (ganador) - (64,2%)

- Luis Piedrahita (61,0%)
- Leo Harlem (55,0%)
- Dani Mateo (52,5%)

## Premios
- Premio Ondas Nacional de Televisión al Programa más Innovador (2000).[20]
- Nominación a Mejor Programa de Humor en los Premios TP de Oro 2000
- Nominación a Mejor Programa de Espectáculos y Entretenimiento en los Premios TP de Oro 2003.

## Obras derivadas

### Espectáculos teatrales
- 5hombres.com
- 5mujeres.com
- Hombres, mujeres y punto
- Las noches del club de la comedia

### Versión chilena
En 2007, el canal de televisión chileno Chilevisión compró los derechos de adaptación del formato, para producir su propia versión del programa, a partir del desaparecido Sociedad de Comediantes Anónimos. Se estrenó el 16 de agosto de ese mismo año.

### Versión rusa
En 2005 se estrenó Comedy Club, un programa de televisión rusa de género comedia en vivo.

## Publicaciones
- El club de la comedia: Ventajas de ser incompetente y otros monólogos de humor (ed. Suma de Letras, S.L, 2001): primer libro recopilatorio de monólogos del espacio televisio.
- El club de la comedia: contraataca (ed Punto de Lectura, 2002): segundo libro de monólogos representados en la realidad escritos pero igualmente divertidos porque la ausencia de monologuista deja lugar a la imaginación.
- Qué mal repartido está el mundo... y el universo ni te cuento (ed. Aguilar, 2011): Se reúnen todos los monólogos presentados por La Sexta de la 7.ª temporada del programa, incluidos los de Eva Hache.
- Tanto, tanto y al final pa' na! (ed. Planeta, 2013): Cuarto recopilatorio de monólogos.